# Chengjiang, Chongqing
Chengjiang (kinesiska: 澄江) är en köping i sydvästra Kina. Den ligger i stadsdistriktet Beibei i storstadsområdet Chongqing, omkring 39 kilometer nordväst om det centrala stadsdistriktet Yuzhong. Antalet invånare är 28 056. Befolkningen består av 13 605 kvinnor och 14 451 män. Barn under 15 år utgör 10,0 %, vuxna 15-64 år 74 %, och äldre över 65 år 14,0 %.